# Гиконгоро
Гиконгоро (руанда Gikongoro), с 2006 года официально называется Ньямагабе (руанда Nyamagabe) — город на юге Руанды, на территории Южной провинции. Административный центр района Ньямагабе.

## История
С 1962 года город Гиконгоро являлся административным центром одноимённой провинции, упразднённой в результате реформы 2006 года, по итогам которой вошёл в состав новосозданной Южной провинции; а также был переименован в Ньямагабе, однако в иностранных источниках продолжилось активное употребление старого названия.

## Географическое положение
Город находится в центральной части провинции, на расстоянии приблизительно 75 километров к юго-западу от столицы страны Кигали. Абсолютная высота — 1927 метров над уровнем моря.

## Население
По данным официальной переписи 2002 года 32 476 человек составляло население муниципалитета, центром которого являлся город, популяция которого по материалам переписи 2012 года насчитывала 16 695 жителей.
Динамика численности населения города по годам:
| 1978 | 1991  | 2012    |
| ---- | ----- | ------- |
| 5637 | ↗8506 | ↗16 695 |

## Транспорт
Ближайший аэропорт расположен в городе Хуе.

## Религия
30 марта 1992 года буллой римского папы Иоанна Павла II, путём выделения из епархии Бутаре, была учреждена епархия Римско-Католической церкви с центром в Гиконгоро.

## Персоналии
- Жювеналь Маризамунда — руандийский политический деятель и военнослужащий, 11-й Министр обороны Руанды.
- Огюстен Мисаго — католический прелат, епископ местной епархии с 1992 по 2012 год.
- Сильвестр Нсанзимана — руандийский политический и государственный деятель, премьер-министр Руанды (1991—1992).
- Филипп Рукамба — католический прелат, апостольский администратор местной епархии с 2012 года.